# 相馬勝也
相馬 勝也（そうま かつや、1963年5月11日 - 2013年6月2日）は、東京都荒川区出身のプロ野球選手（捕手）・指導者。愛称は「バニー」。

## 来歴・人物
日大二高では2年秋に準決勝まで進むが早実の荒木大輔に完投で敗れ、3年春・夏（西東京）ともに都大会ベスト4、1981年オフにドラフト外で西武ライオンズに入団。顔がラビット関根に似ていたため、ラビというニックネームで親しまれた。
強肩の捕手として期待され、1983年には秋山幸二、安部理などと共にカリフォルニアリーグのサンノゼ・ビーズに野球留学した。留学時には、引率した和田博実によって「バニー・ソウマ」（Bunny Soma）の英語名が付けられた（和田博実の項も参照）。
同期入団で1歳年上の伊東勤が長く正捕手を務めたため、一軍での出場機会には恵まれなかった。1986年には記録上は27試合に出場しているが実際にプレーしたのは途中で守備についた1試合のみで、残りの26試合はいわゆる偵察メンバーとしての起用だったことから「当て馬の相馬」とも呼ばれた。1987年の出場も守備だけで、その後の1992年、プロ11年目にして初めて一軍の打席に立ち、シーズン終盤の4試合でスタメン出場も果たしたが、翌1993年限りで現役を引退した。
1987年の日本シリーズで巨人を下して、日本一になった際には胴上げで同期入団で同い年の工藤公康とテレビカメラに向かって万歳をしていた。
引退後は二軍ブルペン捕手として球団に残り、二軍コーチ陣が人手不足の際にはコーチ代わりも務めた。2007年に二軍バッテリーコーチに就任。明るい性格と情熱的な指導に定評があり、二軍で共に指導し公私ともに付き合いが深かった渡辺久信が2008年に一軍監督に就任した際、渡辺に誘われる形で一軍バッテリーコーチに就任。2008年の日本一に貢献した。なお引退後の背番号88は、アメリカ留学時の恩師である和田博実の番号を受け継いだものである。
2010年からは肩書が一軍捕手コーチに変わったが、同年2月に胃癌が発見され摘出手術を受けた。リハビリの結果、2011年には編成部プロ担当としてフロント入りして復帰を果たし、2012年からはファームディレクター補佐兼育成担当を務めていたが、2013年に入って体調を崩し1月のスタッフ会議にも参加できなかった。その後も闘病生活を送ってきたが、同年6月2日に死去。50歳没。戒名は「球覺勝道居士」。

## 詳細情報

### 年度別打撃成績
| 年 度     | 球 団     | 試 合 | 打 席 | 打 数 | 得 点 | 安 打 | 二 塁 打 | 三 塁 打 | 本 塁 打 | 塁 打 | 打 点 | 盗 塁 | 盗 塁 死 | 犠 打 | 犠 飛 | 四 球 | 敬 遠 | 死 球 | 三 振 | 併 殺 打 | 打 率 | 出 塁 率 | 長 打 率 | O P S |
| --------- | --------- | ----- | ----- | ----- | ----- | ----- | -------- | -------- | -------- | ----- | ----- | ----- | -------- | ----- | ----- | ----- | ----- | ----- | ----- | -------- | ----- | -------- | -------- | ----- |
| 1986      | 西武      | 27    | 0     | 0     | 0     | 0     | 0        | 0        | 0        | 0     | 0     | 0     | 0        | 0     | 0     | 0     | 0     | 0     | 0     | 0        | ----  | ----     | ----     | ----  |
| 1987      | 西武      | 1     | 0     | 0     | 0     | 0     | 0        | 0        | 0        | 0     | 0     | 0     | 0        | 0     | 0     | 0     | 0     | 0     | 0     | 0        | ----  | ----     | ----     | ----  |
| 1992      | 西武      | 11    | 16    | 15    | 0     | 1     | 0        | 0        | 0        | 1     | 0     | 0     | 0        | 0     | 0     | 1     | 0     | 0     | 4     | 1        | .067  | .125     | .067     | .192  |
| 通算：3年 | 通算：3年 | 39    | 16    | 15    | 0     | 1     | 0        | 0        | 0        | 1     | 0     | 0     | 0        | 0     | 0     | 1     | 0     | 0     | 4     | 1        | .067  | .125     | .067     | .192  |

### 年度別守備成績
| 年 度 | 捕手 | 捕手   | 捕手   | 捕手   | 捕手   |
| 年 度 | 試合 | 企図数 | 許盗塁 | 盗塁刺 | 阻止率 |
| ----- | ---- | ------ | ------ | ------ | ------ |
| 1986  | 3    | 2      | 2      | 0      | .000   |
| 1987  | 1    | 0      | 0      | 0      | -      |
| 1992  | 10   | 7      | 6      | 1      | .143   |
| 通算  | 14   | 9      | 8      | 1      | .111   |

### 記録
- 初出場：1986年4月9日 対日本ハムファイターズ2回戦（後楽園球場）、7番・一塁手も1回裏の守備から片平晋作に交代

（実質出場：1986年8月16日 対南海ホークス対20回戦（西武球場）、9回裏に白幡隆宗に代わって捕手）
- 初安打：1992年10月2日 対千葉ロッテマリーンズ26回戦（千葉マリンスタジアム）、平沼定晴から

### 背番号
- 61 （1982年 - 1986年）
- 38 （1987年 - 1993年）
- 88 （1994年 - 2010年）